# Michael Weston
Michael Weston, né Michael Rubinstein, le 25 octobre 1973 à New York, est un acteur américain.

## Biographie
Michael Weston est né le 25 octobre 1973 à New York aux États-Unis. C'est le petit-fils du célèbre pianiste Arthur Rubinstein. Son père est John Rubinstein, également acteur, sa mère est Judi West, elle aussi actrice.
Il a quatre frères et sœurs, Jac Rubenstein, ingénieur du son, ainsi que Max, Peter et Jessica Rubinstein.
Il a étudié et obtenu son diplôme à l'Université Northwestern.

### Vie privée
Depuis juin 2010, il est marié à la musicienne Priscilla Ahn.

## Carrière
Il commence sa carrière au cinéma en 1999 dans Getting to Know You de Lisanne Skyler, où il fait la rencontre de Zach Braff, qui le fera par la suite tourner dans ses films Garden State et Le Rôle de ma vie.
Il est notamment connu pour ses rôles de Jake dans Six Feet Under et de Lucas Douglas dans Dr House.

## Filmographie

### Cinéma
- 1999 : Getting to Know You de Lisanne Skyler : Jimmy
- 2000 : Le Bon Numéro (Lucky Numbers) de Nora Ephron : Larry
- 2000 : Coyote Girls (Coyote Ugly) de David McNally : Danny
- 2000 : Sally de David Goldsmith : Bugs
- 2000 : Cherry Falls de Geoffrey Wright : Ben
- 2002 : Wishcraft de Danny Graves et Richard Wenk : Brett Bumpers
- 2002 : Mission Évasion (Hart's War) de Gregory Hoblit : W. Roy Potts
- 2003 : Evil Alien Conquerors de Chris Matheson : Kenny
- 2003 : Final Draft d'Oren Goldman et Stav Ozdoba : Harry
- 2004 : Garden State de Zach Braff : Kenny
- 2005 : Shérif, fais-moi peur (The Dukes of Hazzard) de Jay Chandrasekhar : Enos Strate
- 2006 : Last Kiss (The Last Kiss) de Tony Goldwyn : Izzy
- 2006 : Looking for Sunday de Mark Piznarski : Peter
- 2007 : Mariage Express (Wedding Daze) de Michael Ian Black : Ted
- 2008 : Pathology de Marc Schöelermann : Dr Gallo
- 2009 : Jeux de pouvoir (State of Play) de Kevin Macdonald : Hank
- 2009 : Hyper Tension 2 (Crank : High Voltage) de Mark Neveldine et Brian Taylor : Un ambulancier
- 2009 : Ultimate Game (Gamer) de Mark Neveldine et Brian Taylor : Le producteur
- 2011 : Love, Wedding, Marriage de Dermot Mulroney : Gerber
- 2011 : The Brooklyn Brothers (Brooklyn Brothers Beat the Best) de Ryan O'Nan : Jim
- 2013 : Gus de Jessie McCormack : Casey
- 2014 : Le Rôle de ma vie (Wish I Was Here) de Zach Braff : Jerry
- 2015 : Gravy de James Roday Rodriguez : Anson
- 2015 : See You in Valhalla de Jarret Tarnol : Don Burwood
- 2018 : Speed Kills de Jodi Scurfield : Shelley Katz
- 2021 : Adam de Michael Uppendahl : Ross Niskar

#### Courts métrages
- 2010 : Miss This at Your Peril de Brent King : Reggie Doss
- 2010 : Dead Cat de Jay Reiss
- 2015 : No She Wasn't de Daniel Goldstein : Le petit ami

### Télévision

#### Séries télévisées
- 1998 : Night Man : Rudy
- 2003 : Frasier : Le sculpteur de glace
- 2004 : Monk : Morris
- 2004 - 2005 : Six Feet Under : Jake
- 2006 : Saved : Tim Reston
- 2006 : Urgences (ER) : Rafe Hendricks
- 2007 : Scrubs : Soldat Brian Dancer
- 2007 / 2014 : Psych : Enquêteur malgré lui (Psych) : Adam Hornstock
- 2007 : New York, unité spéciale (Law & Order : Special Victims Unit) : Simon Marsden (saison 8, épisodes 16, 19 et 22)
- 2008 : Welcome to the Captain : Brad
- 2008 - 2010 : Dr House (House) : Lucas Douglas
- 2009 : Supernatural : Charlie jeune
- 2009 : Les Experts (CSI) : Ryan Morton / Tripp Linson / Carsten
- 2009 : Burn Notice : Spencer
- 2010 : Bailey et Stark (The Good Guys) : Carson
- 2011 : NCIS : Los Angeles : LAPD Détective John Quinn
- 2011 : Les Experts : Manhattan (CSI : NY) : Frank Waters
- 2012 : FBI : Duo très spécial (White Collar) : David Cook
- 2012 : Coma : Peter Arno
- 2012 : New York, unité spéciale : Simon Marsden (saison 13, épisode 16)
- 2014 : Those Who Kill : Walker
- 2015 : Elementary : Oscar Rankin
- 2016 : Les Mystères de Londres (Houdini and Doyle) : Harry Houdini
- 2017 : Hawaii 5-0 : Oliver Mathus
- 2018 - 2019 : The Resident : Gordon Page
- 2019 : Into the Dark : Lonnie
- 2019 : New York, unité spéciale : Simon Marsden (saison 21, épisode 6)
- 2020 : Home Before Dark : Lieutenant Frank Briggs Jr
- 2021 : A Million Little Things : Christopher Gregory
- 2022 : NCIS : Enquêtes spéciales : Herman Maxwell

#### Téléfilms
- 2004 : Helter Skelter (Helter Skelter) de John Gray : Bobby Beausoleil
- 2013 : Blink de Vera Herbert : Neal
- 2015 : Ur in Analysis de Bernie Gewissler : Gerry

## Voix françaises

### En France
- Christophe Lemoine dans : 
  - Mariage Express
  - Six Feet Under
  - New York, unité spéciale
  - Dr House
  - Burn Notice
  - Those Who Kill
  - Supernatural
- Tanguy Goasdoué[1] dans : 
  - Les Mystères de Londres
  - Rosewood
- Bertrand Liebert[1] dans Getting to Know Me
- Adrien Antoine dans Wishcraft
- Éric Herson-Macarel dans Mission Évasion
- Cédric Dumond[1] dans Garden State
- Mark Lesser[1] dans Shérif, fais-moi peur
- Frederik Haùgness dans Last Kiss
- Jonathan Amram[1] dans Jeux de pouvoir
- Loïc Houdré[1] dans Les Experts : Manhattan
- Thibaut Lacour[1] dans Elementary
- Fabien Briche[1] dans The Resident